# Theodor Schulz (Grenzopfer)
Theodor Schulz (* 30. Juli 1902 in Pommern; † 18. August 1953 in Berlin) ist ein Todesopfer des DDR-Grenzregimes vor dem Bau der Berliner Mauer. Er wurde an der Strelitzer Straße in Berlin-Mitte beim Versuch erschossen, die Grenze zu West-Berlin zu überqueren.

## Leben
Theodor Schulz war im Kreis Lauenburg in Pommern geboren, zog aber in jungen Jahren nach Berlin. 1939 heiratete er, aber seine Ehe überstand die Kriegszeit nicht, er wurde 1948 geschieden. Schulz hatte am Krieg teilgenommen und wurde im Oktober 1947 aus jugoslawischer Kriegsgefangenschaft entlassen. Danach übte er wechselnde Beschäftigungen aus, zuletzt arbeitete er als Transportarbeiter. Er wohnte im Bezirk Pankow.
Im Juni 1953 beteiligte sich Schulz an den Demonstrationen in Ost-Berlin und wurde deshalb von der Polizei gesucht. Er floh am 2. Juli 1953 nach West-Berlin. Trotz seiner Teilnahme an den Protesten gegen die SED wurde er nicht als politischer Flüchtling anerkannt. Er wohnte in einer Flüchtlingsunterkunft in Berlin-Moabit.

### Todesumstände
Am 18. August 1953 wurde Theodor Schulz an der Kreuzung Bernauer und Strelitzer Straße erschossen. Für die Umstände seines Todes an der Sektorengrenze zum West-Berliner Stadtbezirk Wedding gibt es voneinander abweichende Darstellungen. Nach einem Bericht der Volkspolizei soll Schulz, als er von Grenzposten der Kasernierten Volkspolizei nach seinem Ausweis gefragt wurde, diese mit seiner Aktentasche geschlagen haben. Nach Berichten der West-Berliner Polizei gehörte er zu einer Gruppe von Menschen, die sich flüchtend auf die Grenze zubewegten und dabei von Soldaten der KVP verfolgt und beschossen wurden. Auf jeden Fall schossen drei Soldaten der KVP mit Karabinern und Maschinenpistolen auf ihn. Durch zwei Schüsse in den Kopf tödlich getroffen, sackte Schulz zusammen. Er wurde ins Krankenhaus der Volkspolizei gebracht, wo nur noch sein Tod festgestellt werden konnte.
Nach der Tat versammelten sich rund 500 empörte Menschen auf der Westseite der Grenze, um gegen das Vorgehen der Ost-Berliner Volkspolizisten zu protestieren. Die Behörden in Ost-Berlin gaben bekannt, die Volkspolizisten hätten einen „Verbrecher erschossen“, und bezeichneten den von ihnen behaupteten Schlag mit der Aktentasche als „terroristischen Angriff“. Die West-Berliner Zeitung Der Tag bestritt aufgrund von „zuverlässigen Augenzeugenberichten“ diese Darstellung. Schulz habe sich nur der Kontrolle zu entziehen versucht. Auch andere Tageszeitungen in West-Berlin berichteten über den Vorfall.
Mitte der neunziger Jahre ermittelte die Berliner Polizei erneut, konnte aber die Täter nicht mehr identifizieren. Die Staatsanwaltschaft musste die Ermittlungen schließlich ergebnislos einstellen.